# KYŌ
『KYŌ』（キョウ）は、『小学五年生』1995年3月号、『小学六年生』1995年4月号〜1996年3月号に連載されたたかしげ宙原作、皆川亮二作画による漫画作品。全1巻。KYOのOの上には傍線がある（Ō）。

## ストーリー
日本では科学技術を悪用したとおぼしき原因不明の犯罪が多発していた。その科学犯罪を捜査するため警視庁に新設された専門部署「科学特捜課」。
警視総監である祖父に依頼されアメリカから日本に帰国した、IQ250の知能を持つ12歳の少年・保科恭と、格闘技の腕は一流だがグータラで格闘ゲームマニアの久我山鏡、科学特捜課に所属する二人のKYOが事件を解決する。

## 登場人物
保科恭（ほしな きょう）
アメリカの大学で3つの学位を取得したIQ250の天才少年。12歳。その知識と閃きでアメリカでは犯罪捜査に協力し、数多くの実績を上げている。祖父である警視総監に協力を依頼され帰国。小学生ながら科学特捜課に所属し、事件を解決する。
久我山鏡（くがやま きょう）
本作のもう一人の主人公で、科学特捜課に所属する25歳。たいていは部署の電話番をまかされ、一人で格闘ゲームに興じている。かなりの無気力人間で周りにはそのことで陰口を叩かれるが、実は久我山流武術の達人。元々格闘技に興味はあったが、殺人術が嫌だったことや、同じ道場の門下生に誤って重傷を負わせたことを機に家を飛び出し、警官になる。地方の派出所に勤務していたところを、保科警視総監に引き抜かれる。道場にいた門下生たちは彼のことを「久我山は優しすぎる」「この武術には向いていない」と評していた。
保科警視総監
恭の祖父。科学捜査のため、恭をアメリカから呼び戻す。鏡の素質を最初から見抜いていた数少ない人物。
教授（プロフェッサー）
大金と引き換えに依頼者に完全犯罪の知識を与える。決して表には現れず、実験と称しゲーム感覚で複雑なトリックを考え出す。その正体は恭と同じ子供で、恭と同じくらいの知能を持つ天才。
小室洋介（こむろ ようすけ）
かつてあるスパイ組織に所属していた男。好戦的で、すさまじい格闘能力を持つ。現在は教授の片腕となっている。過去の因縁から鏡を敵視する。

## 書誌情報および収録エピソード
『KYŌ ［キョウ］』（少年サンデーコミックス スペシャル、小学館、1996年11月発行、全1巻、ISBN 4-09-122837-2）
原作：たかしげ宙、作画：皆川亮二
|        | サブタイトル |      | 初出                       | 初出時サブタイトル   |
| ------ | ------------ | ---- | -------------------------- | -------------------- |
| FILE.1 | 見えない爆弾 | 前編 | 『小学五年生』1995年3月号  | 見えない爆弾         |
| FILE.1 | 見えない爆弾 | 後編 | 『小学六年生』1995年4月号  | 捕われの恭           |
| FILE.2 | 沸騰死       | 前編 | 『小学六年生』1995年5月号  | 沸騰死               |
| FILE.2 | 沸騰死       | 後編 | 『小学六年生』1995年6月号  | 復讐                 |
| FILE.3 | 冷凍死       | 前編 | 『小学六年生』1995年8月号  | 真夏の冷凍死         |
| FILE.3 | 冷凍死       | 後編 | 『小学六年生』1995年9月号  | プロフェッサー       |
| FILE.4 | 振動         | 前編 | 『小学六年生』1995年10月号 | 振動                 |
| FILE.4 | 振動         | 後編 | 『小学六年生』1995年11月号 | 証明                 |
| FILE.5 | 天才VS天才   | 前編 | 『小学六年生』1996年2月号  | （サブタイトルなし） |
| FILE.5 | 天才VS天才   | 後編 | 『小学六年生』1996年3月号  | （サブタイトルなし） |

（全10回連載。『小学六年生』1995年7月号、12月号、1996年1月号は休載）